# Claudio Tolomeo
Claudio Tolomeo (in greco antico: Κλαύδιος Πτολεμαῖος?, Kláudios Ptolemàios; in latino Claudius Ptolemaeus) (Pelusio, 100 d.C. circa – Alessandria d'Egitto, 168 d.C circa) è stato un astrologo, astronomo e geografo egizio con cittadinanza romana.
Fu autore di importanti opere scientifiche, la principale delle quali è il trattato astronomico noto come Almagesto.

## Biografia
Claudio Tolomeo visse in epoca imperiale, di lingua e cultura ellenistica. Operò ad Alessandria d'Egitto, allora nella Prefettura d'Egitto dell'Impero Romano. Il suo nome latino, Claudio, è considerato un indizio che avesse la cittadinanza romana.
Morì ad Alessandria intorno al 168.

## L'Almagesto
Il titolo greco originale di quest'opera era Μαθηματικὴ σύνταξις Mathēmatikḕ sýntaxis («Trattato matematico»). Il nome almagesto («il grandissimo») è la versione araba del nome greco con cui era nota l'opera ed è dovuto alla circostanza che, come per larga parte della scienza e della filosofia greca classica, la sua diffusione iniziale in Europa è avvenuta soprattutto attraverso manoscritti arabi, che furono tradotti in latino da Gerardo da Cremona nel XII secolo.
In questo lavoro, una delle opere scientifiche più influenti dell'antichità, Tolomeo raccolse la conoscenza astronomica del mondo greco basandosi soprattutto sul lavoro svolto tre secoli prima da Ipparco di Nicea. Tolomeo formulò un modello geocentrico, in cui solo il Sole e la Luna, considerati pianeti, avevano il proprio epiciclo, ossia la circonferenza sulla quale si muovevano, centrata direttamente sulla Terra. Questo modello del sistema solare, che da lui prenderà il nome di «sistema tolemaico», rimase di riferimento per tutto il mondo occidentale (ma anche arabo) fino a che non fu sostituito dal modello di sistema solare eliocentrico dell'astronomo polacco Niccolò Copernico, già ipotizzato nell'antica Grecia dall'astronomo e matematico Aristarco di Samo.
I metodi di calcolo illustrati nell'Almagesto (integrati nel XII secolo dalle Tavole di Toledo, di origine sasanide e riprese dagli Arabi musulmani) si dimostrarono di una precisione sufficiente per i bisogni di astronomi, astrologi e navigatori almeno fino all'epoca delle grandi scoperte geografiche.
L'Almagesto contiene anche un catalogo di stelle, probabilmente l'aggiornamento di un analogo catalogo compilato da Ipparco. L'elenco di quarantotto costellazioni che vi è contenuto è l'«antenato» del sistema di costellazioni moderne, ma non poteva coprire l'intera volta celeste, poiché questa non è completamente accessibile dalle latitudini del Mediterraneo, nelle cui vicinanze vissero Ipparco e Tolomeo.

## Altre opere astronomiche
Oltre all'Almagesto, Tolomeo fu autore di diverse altre opere di astronomia. L'Iscrizione canobica e le Tavole manuali sono strettamente collegate alla sua opera principale, mentre le Ipotesi planetarie descrivono un modello meccanico del sistema planetario, costituito da sfere celesti incastonate l'una nell'altra, che è totalmente assente nell'Almagesto. Si sono conservati anche l'Analemma, il Planisfero (in una versione araba e una latina da un'altra araba) e il secondo libro delle Fasi.

## LaGeografia

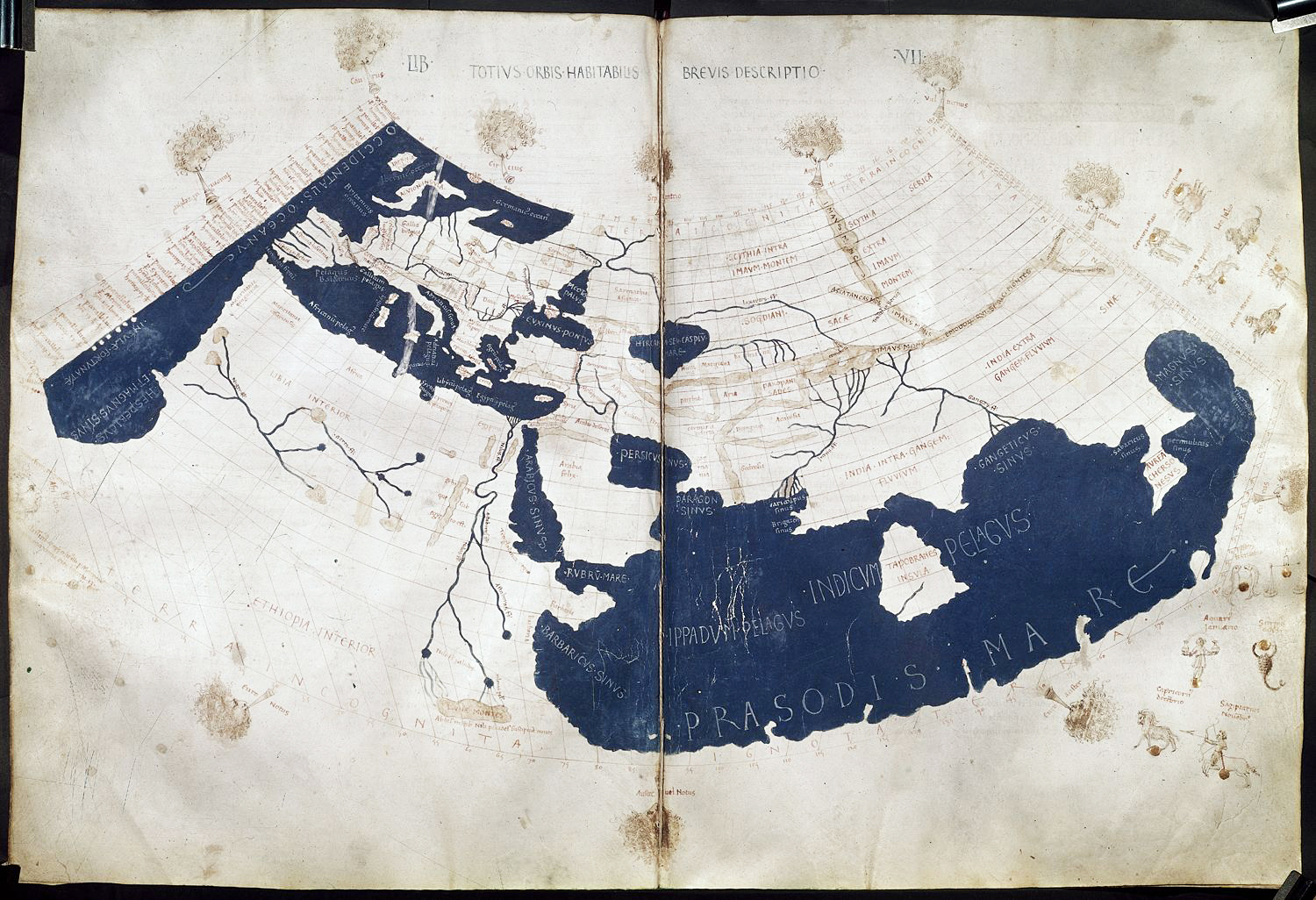
La mappa dell'oikouméne (mondo abitato) di Tolomeo.

Un'altra opera importante di Tolomeo è la Geografia, che contiene un'esposizione delle basi teoriche della geografia matematica e le coordinate di 8000 diverse località. Le fonti principali dell'opera furono l'opera del geografo Marino di Tiro e resoconti di viaggi attraverso l'impero romano, la Persia e altrove, ma gran parte delle informazioni relative a paesi al di fuori dell'impero erano imprecise.

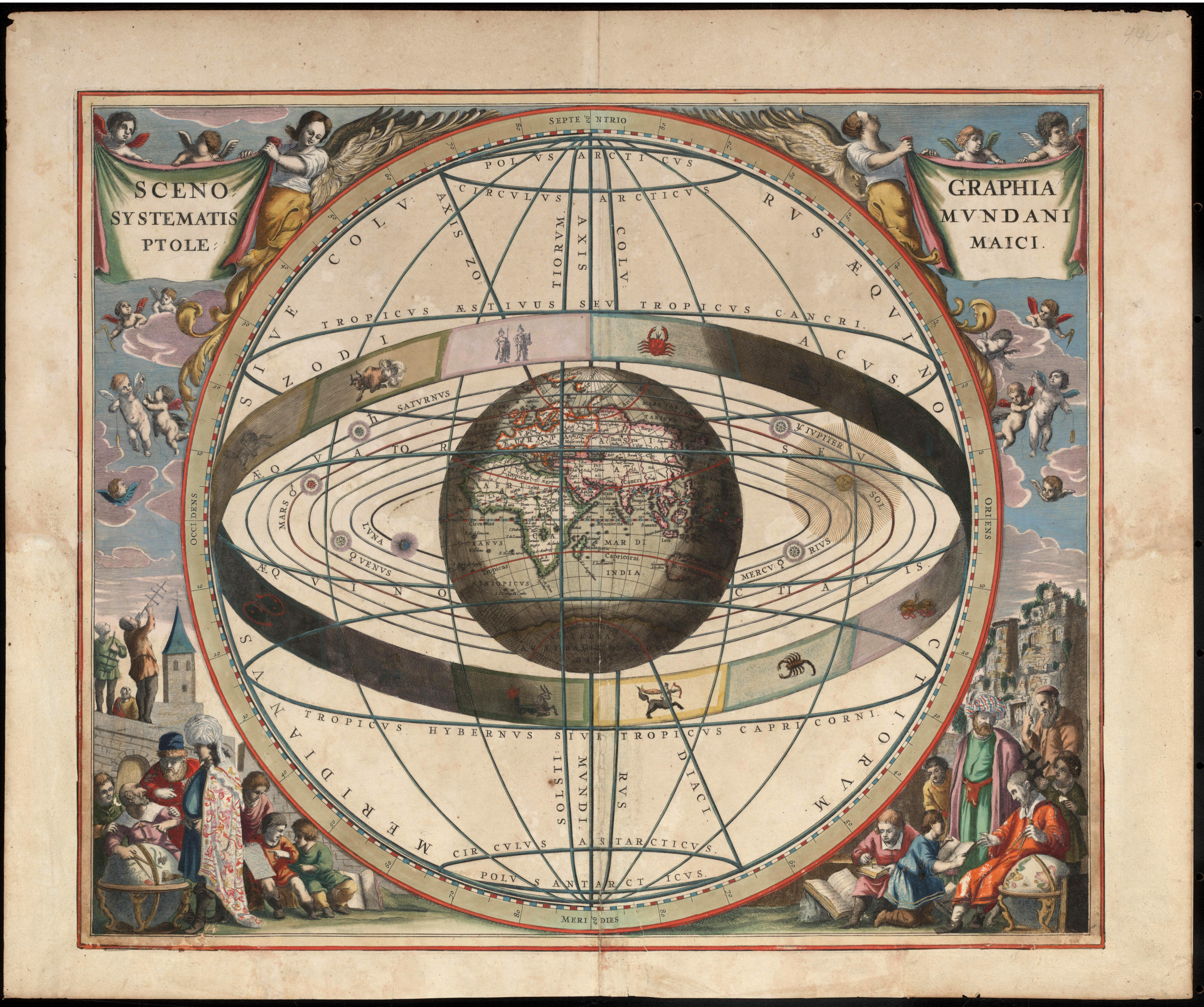
Andreas Cellarius: Scenographia Systematis Mundani Ptolemaici.

La prima parte della Geografia contiene una discussione dei dati e dei metodi impiegati. Tolomeo vi espone i metodi cartografici che gli avevano permesso di disegnare carte sia dell'intero mondo abitato (oikouméne) che delle singole province romane. La seconda parte della Geografia è invece un elenco di 8000 luoghi con le loro latitudini e longitudini. Una delle innovazioni di tale opera fu proprio l'utilizzo, per la prima volta, della latitudine e della longitudine per l'identificazione dei luoghi sulla superficie terrestre. La sua oikouméne copriva 180 gradi di longitudine, dalle Canarie (nell'Oceano Atlantico) alla Cina, e circa 80 gradi di latitudine, dal Mare Artico all'Estremo Oriente (India Transgangetica) e all'Africa centrale.
La latitudine era misurata a partire dall'equatore, come si fa anche oggi. Quanto alle longitudini, Tolomeo fissò il meridiano di longitudine 0 in corrispondenza al territorio più occidentale di cui fosse a conoscenza, le Isole Fortunate, che potrebbero essere le attuali isole Canarie.
I valori riportati da Tolomeo, oltre a molti errori singoli, riguardanti soprattutto le località lontane dal mondo greco, presentano due errori sistematici. Innanzitutto egli sottovalutò le dimensioni della Terra. Eratostene aveva stimato che un grado di meridiano corrispondesse a 700 stadi, ma Tolomeo usò il valore di 500 stadi per grado. Assumendo che entrambi si riferissero allo stadio di circa 157 metri, Tolomeo abbandonò l'ottima approssimazione di Eratostene introducendo un errore di circa il 30%, la cui origine non è stata attribuita a una cattiva interpretazione dei dati di Eratostene. Inoltre vi è un notevole errore sistematico sulle longitudini.

## L'Ottica
Un'altra opera scientifica importante di Tolomeo è l'Ottica, che è stata tramandata incompleta oltre che in una pessima traduzione latina effettuata in Sicilia da Eugenius Amiratus da una versione araba.
Il trattato comprende, oltre a una sezione sulla riflessione, una trattazione dei fenomeni di rifrazione e include, in particolare, una tabella che fornisce gli angoli di rifrazione corrispondenti a vari angoli di incidenza per le coppie acqua-aria, aria-vetro e acqua-vetro: si tratta di un'importante testimonianza dell'antico metodo sperimentale. Riveste interesse anche la sezione dedicata al colore, che include esperimenti con un disco ruotante colorato a spicchi di vari colori, usualmente attribuito a Newton.

## Astrologia
Il trattato Τῶν ἀποτελεσματικῶν («Tṑn apotelesmatikṑn» ossia «Degli effetti [delle configurazioni astronomiche sulla storia degli individui e delle nazioni]»), conosciuto anche come Τετράβιβλος Tetràbiblos od «Opus quadripartitum» (ossia «Opera in quattro libri»), è l'opera astrologica di Tolomeo; quest'opera è considerata il testo fondamentale dell'astrologia classica che sta alla base dell'astrologia occidentale. Tolomeo è il primo autore classico ad affrontare l'argomento astrologico con rigore: a differenza di coloro che lo avevano preceduto, organizza l'analisi delle influenze dei movimenti degli astri in pochi presupposti ben definiti, istruendo il lettore a dedurre le predizioni utilizzando leggi geometriche precise.
Nelle prime righe del Tetrabiblos Tolomeo si scaglia contro i ciarlatani che, rivestendo in modo improprio l'astrologia con pratiche magiche e occulte, hanno gettato fango con predizioni arbitrarie su quella che lui considera una scienza esatta; il limite delle predizioni astrologiche, secondo l'autore, non è nell'oggetto dello studio bensì nell'incapacità umana di comprendere completamente il funzionamento delle influenze degli astri le quali, sempre secondo l'autore, danno a ogni essere umano (e anche a ogni evento meteorologico e movimento tellurico) un destino ineluttabile.

## Altre opere
Tolomeo fu anche autore di un'importante opera di teoria musicale, gli Armonici. A lui è poi attribuito il cosiddetto "Canone tolemaico", una lista reale contenuta nelle Tavole manuali.

## Edizioni e traduzioni delle opere

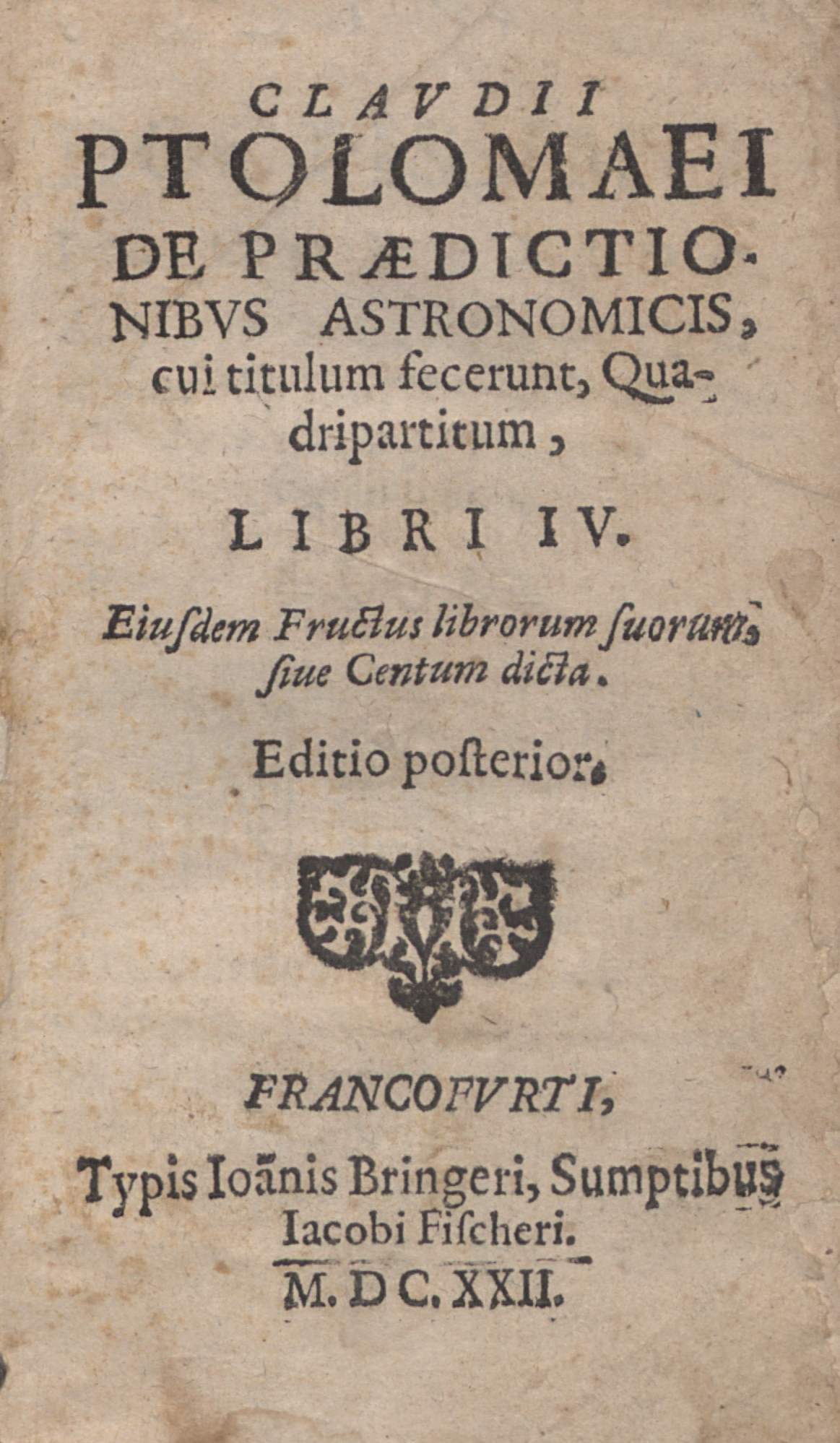
Quadripartitum, 1622.

- (LA) Quadripartitum, Venezia, Ottaviano Scoto (1.) eredi & C., 1519.
- (LA) [Opere], Basel, Heinrich Petri, 1541.
- (LA) In Claudii Ptolemaei Quadripartitum, Basel, Heinrich Petri, 1559.
- (LA) Quadripartitum, Frankfurt am Main, Johann Bringer, 1622.
- (LA) Quadripartitum, Padova, Paolo Frambotto, 1658.
- (LA) De iudicandi facultate et animi principatu, Paris, Sebastian Cramoisy (1.) & Sebastian Mabre-Cramoisy, 1663.
- (LA) De iudicandi facultate et animi principatu, Den Haag, Adriaen Vlacq, 1663.
- (LA) Harmonicorum libri, Oxford, Theatrum Sheldonianum, 1682.
- Claudii Ptolemaei opera quae exstant omnia, ed. J. L. Heiberg, 1898-1954, Lipsia, Teubner
- Nobbe C. F. A., ed., 1843-1845. Claudii Ptolemaei Geographia. 3 volumi, Leipzig (ristampato da Hildesheim nel 1966). (Contiene l'intero testo greco).
- Alfred Stückelberger, Gerd Graßhoff (eds.), Ptolemaios Handbuch der Geographie, Schwabe, 2006, ISBN 3-7965-2148-7.
- L'Optique de Claude Ptolémée dans la version latine d'apres l'arabe de l'emir Eugene de Sicile, di Albert Lejeune, Leiden, Brill, 1989 (latino e francese)
- Ptolemy Harmonics. Translation and Commentary by Jon Solomon, Leiden, Brill, 2000 (solo traduzione inglese)
- M. Raffa, La Scienza Armonica di Claudio Tolomeo. Saggio critico, traduzione e commento, Messina, EDAS, 2002
- (EL, IT) Claudio Tolomeo, Le previsioni astrologiche (Tetrabiblos), a cura di Simonetta Feraboli, Milano, Fondazione Valla/Mondadori, 1985.
- Giuseppe Bezza, Commento al Primo Libro della Tetrabiblos di Claudio Tolomeo, Milano, Nuovi Orizzonti 1992.